# 朝鲜人民军第6军
朝鲜人民军第6军是朝鲜人民军陆军的一个军，组建于1950年，曾前往中国休整受训，1951年返回朝鲜，曾参与朝鲜战争。原驻地为咸镜北道。1995年朝鲜饥荒期间，有传闻称第6军发动政变受挫。此后，第6军遭到大规模清洗，大量军官被处决。此后第6军被撤销。

## 历任军长
- 金永春，1994年3月
- 金利昌

1. ↑  郑镛洙. . 中央日报. 2020-10-15  [2024-09-04]. （原始内容存档于2023-11-30）.